# Dahaka

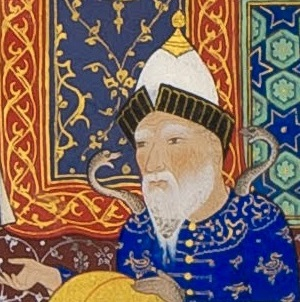
Zahhak, como no livro Shahnama

Dahaka (Grande Serpente) é uma figura demoníaca que aparece nos textos e na mitologia persa Zoroástrica, onde é um subordinado de Angra Mainyu. Os nomes alternativos incluem Azi Dahak, Azhi Zahaka e Dahak.
Dahaka é descrito como um monstro similar a um dragão de três cabeças. Diz-se que tem mil sentidos, como o de matar das serpentes, dos escorpiões e de outras criaturas venenosas. Diz-se também que pode controlar as tempestades e trazer doenças. Este dragão foi derrotado pelo herói Taetraona ou Feredum, mas não podia ser morto, por isso foi selado à montanha Damavand.